# Ligursko more
Ligursko more (talijanski: Mar Ligure, francuski: Mer Ligure ili Mer ligurienne, latinski: Mare Ligusticum) dio je Sredozemnog mora koji se nalazi između Talijanske rivijere i otoka Korzike i Elbe. More je najvjerojatnije nazvano prema Ligurima.
Zemlje koje imaju izlaz na ovo more su Italija (Ligurija, sjeverni dio Toskane, otoci Gorgona i Capraia), Francuska (Haute-Corse i Alpes-Maritimes) i Monako. Ovo more dotiče se s Tirenskim morem i zapadnim dijelom Sredozemnog mora.
Najsjeverniji dio mora je Genovski zaljev. Rijeka Arno ulijeva se s istočne strane u Ligursko more, kao i mnoge druge rijeke koje dolaze s Apenina (Magra, Serchio). Najveća dubina od 2850 m nalazi se sjeveroistočno od Korzike.
Najvažnije luke na ovom moru su Genova, La Spezia i Livorno.
Kako bi se zaštitile brojne vrste kitova, zemlje s izlazom na ovom more osnovale su zaštićeno područje ovog mora koje pokriva 84.000 km².

## Vanjske poveznice

### Sestrinski projekti
|  | Zajednički poslužitelj ima još gradiva o temi Ligursko more |

### Mrežna sjedišta
- LZMK / Hrvatska enciklopedija: Ligursko more